# Ordog
Ordog ist eine finnische Death-Doom-Band aus Tornio, die 2005 gegründet wurde.

## Geschichte
Die Band wurde Anfang 2005 von dem Keyboarder und Sänger Aleksi Martikainen und dem Bassisten, Gitarristen, Schlagzeuger und Sänger Valtteri Isometsä gegründet. Daraufhin erschien 2006 das erste Demo unter dem Namen I, dem kurz darauf II folgte. Durch diese Demos wurde der Besitzer von Ostra Records auf Ordog aufmerksam und nahm die Band unter Vertrag. Im Sommer 2006 begannen die Aufnahmen zum Debütalbum The Crow and the Storm, ehe es im Dezember veröffentlicht wurde. Während dieser Zeit war Jussi Harju als permanenter Keyboarder der Band angehörig. Im März 2007 wurde III aufgenommen und im Juni veröffentlicht. Im Frühling 2007 begannen die Aufnahmen zum zweiten Album Life Is Too Short for Learning to Live. Für die ersten Live-Auftritte kamen die Freunde Kimmo Huhtala am Bass und Risto Väänänen als Schlagzeuger hinzu. Die Band trat jedoch nur einmal auf, da sich Isometsä danach auf das Abmischen des Albums konzentrieren musste und somit Auftritte nicht möglich waren. 2008 unterzeichnete die Band einen Plattenvertrag bei Violent Journey Records, worüber das Album im August veröffentlicht wurde. Kurz darauf bekam die Band das Angebot, jeweils einen Auftritt in Moskau und Sankt Petersburg mit Throes of Dawn abzuhalten. Huhtala und Väänänen wurden daraufhin aus der Live-Besetzung entfernt und es begannen Proben mit Olli-Pekka Rissanen als neuem Bassisten und Jani Niemelä als neuem Schlagzeuger. Im Sommer 2009 begannen die Aufnahmen zum dritten Album, das Remorse betitelt wurde. Im November wurde ein Konzert in Helsinki gegeben. Danach setzte die Band die Arbeiten am Album fort, das schließlich im Januar 2011 erschien. Kurz nach der Veröffentlichung liefen bereits die Arbeiten für das nächste Album an, mit dem Ergebnis, dass gegen Ende des Jahres die meisten Songs vollendet waren. Nach etwas Verzögerung kontaktierte die Band im Oktober 2012 den befreundeten Toningenieur Ilkka Kalliainen, mit dem die Aufnahmen im Januar 2013 in Angriff genommen wurden. Da es Probleme gab, den Zeitplan zu arrangieren, wurde Kalliainen von Isometsä gefragt, den Bass für das Album einzuspielen. Als dieser einwilligte, kam Kalliainen infolgedessen als permanenter Bassist zur Besetzung. Später im Jahr stieß Tapio „Hautsi“ Hautalampi als Schlagzeuger hinzu. Als das Album im Februar 2014 fertig aufgenommen, abgemischt und gemastert worden war, erschien es im März unter dem Namen Trail for the Broken. Im Januar 2015 hielt die Band zwei Auftritte in Oulu und Rovaniemi ab, an denen Hautalampi jedoch nicht teilnehmen konnte, weswegen Isometsä diesen Posten übernahm, Kalliainen zur E-Gitarre wechselte und Rissanen als Bassist zurückkehrte. Nach diesen ersten Auftritten seit fünf Jahren verblieb Rissanen als permanentes Mitglied in der Band, sodass sie nun aus sechs Mitglieder, mit Isometsä und Kalliainen an den E-Gitarren, bestand. Im Sommer begannen die Proben zum nächsten Album, die Aufnahmen dazu begannen im November. Während der Aufnahmen verließ Kalliainen aus persönlichen Gründen die Besetzung. 2016 erschien das nächste Album unter dem Namen The Grand Wall.

## Stil
Steve von whiskey-soda.de schrieb in seiner Rezension zu Remorse, dass es zu wenig ist, die Musik nur als Doom Metal zu bezeichnen. Sie sei zwar schleppend wie Funeral Doom, jedoch wohne ihr auch eine gewisse Dynamik, vor allem durch das atmosphärische Keyboard, inne. Dadurch würden teilweise melancholische und verzweifelte Bilder hervorgerufen werden. Die E-Gitarren seien zwar drückend, klängen aber monoton, wodurch Atmosphäre verloren gehe. Der Bass verschwinde komplett im Hintergrund. In seiner Rezension zu Trail for the Broken gab Jan Wischkowski von Metal.de an, dass das Album teilweise einschläfernd, teilweise ergreifend sei. Das Keyboard und die E-Gitarre würden ein Duo bilden, wobei die Songs auch stark von Monotonie geprägt seien. Marcos „Big Daddy“ Garcia von metal-temple.com merkte an, dass Trail for the Broken auf Doom Metal im Stil von Paradise Lost, My Dying Bride und Anathema aufbaut, das Genre durch weitere Elemente ausbaut, ohne jedoch die Genregrenzen zu überschreiten. Die Musik sei sehr melodisch und zarter und melancholischer als die der genannten Vertreter.

## Diskografie
- 2006: I (Demo, Eigenveröffentlichung)
- 2006: II (Demo, Eigenveröffentlichung)
- 2006: I-II (Kompilation, Eigenveröffentlichung)
- 2006: Crow and the Storm (Album, Ostra Records)
- 2007: III (Demo, Eigenveröffentlichung)
- 2008: Life Is Too Short for Learning to Live (Album, Violent Journey Records)
- 2011: Remorse (Album, Violent Journey Records)
- 2014: Trail for the Broken (Album, Violent Journey Records)
- 2016: The Grand Wall (Album, Moscow Funeral League Records/Solitude Productions/Frozen Light Records)